# 鏡宏一
鏡 宏一（かがみ こういち、1945年〈昭和20年〉4月10日 - ）は近畿地方を中心に活動するフリーアナウンサー・環境ジャーナリストである。

## 来歴・人物
東京都世田谷区出身。神戸市外国語大学ロシア語学科卒業後の1968年にラジオ大阪に入社。
大学に入学した当時は外交官か商社マンを志していたが、4年生になってから進路を変えてアナウンサーを目指すようになったという。
「鏡は女の命、鏡宏一です」という自らのあいさつがある。
1970年代からラジオ大阪の番組「お元気ですか鏡宏一です」を初め、朝日放送ラジオ「鏡宏一 ABCナイトQ」、KBS京都テレビ「チャレンジ90」等、近畿圏の各放送局でパーソナリティーとして活躍。1998年から環境問題に取り組むようになり、財団法人兵庫県環境創造協会のメンバーとしても活動している。

## 出演

### ラジオ
- 早起きいちばん 鏡宏一です （ラジオ大阪）
- お元気ですか鏡宏一です （ラジオ大阪）
- みんなでみんなでリクエスト バンザイ!歌謡曲 （ラジオ大阪）
- べかこと鏡のディスク8作戦（ラジオ大阪）- 桂べかこ（現・桂南光）と共演
- べかこ・鏡のべかミラ作戦 （ラジオ大阪）
- ザ・杉良太郎 （ラジオ大阪）- 進行役
- 日産ミュージック・ギャラリー ポップ対歌謡曲 （ABCラジオ）
- オー・サンデー・さわやかファミリー （ABCラジオ 日曜 13:00〜14:00）
- 鏡宏一 ABCナイトQ （ABCラジオ）
- 鏡宏一 ナイト・スクランブル （ABCラジオ）
- ABC発 ちょっと真面目な9時15分 （ABCラジオ 1989年10月〜1990年3月）
- ABC発 ちょっと真面目に歌謡曲 （ABCラジオ 1990年4月〜1990年9月）
他

### テレビ
- ビバ・レディー（朝日放送）
- チャレンジ90 （KBS京都テレビ）
- 園田・姫路競馬ダイジェスト&中継 （サンテレビ）
他